# Futura Volley Giovani 2020-2021
Questa voce raccoglie le informazioni riguardanti la Futura Volley Giovani nelle competizioni ufficiali della stagione 2020-2021.

## Organigramma societario
Area direttiva
- Presidente: Franco Forte

Area tecnica
- Allenatore: Matteo Lucchini
- Allenatore in seconda: Luca Chiofalo

## Rosa
| N° | Nome                  | Ruolo | Data di nascita   | Squadra     |
| -- | --------------------- | ----- | ----------------- | ----------- |
| 2  | Martina Veneriano     | C     | 3 marzo 1995      | Italia      |
| 4  | Cecilia Nicolini      | P     | 10 giugno 1994    | Italia      |
| 5  | Francesca Michieletto | S     | 10 settembre 1997 | Italia      |
| 7  | Elisa Vecerina        | S     | 12 novembre 2002  | Italia      |
| 8  | Rebecca Latham        | O     | 23 giugno 1997    | Stati Uniti |
| 9  | Anna Lualdi           | P     | 9 settembre 2000  | Italia      |
| 10 | Benedetta Sartori     | C     | 14 aprile 2001    | Italia      |
| 12 | Laura Frigo           | C     | 26 ottobre 1990   | Italia      |
| 13 | Giuditta Lualdi       | C     | 13 settembre 1995 | Italia      |
| 14 | Silvia Sormani        | L     | 20 maggio 2003    | Italia      |
| 15 | Federica Carletti     | S     | 14 marzo 2000     | Italia      |
| 17 | Barbara Garzonio      | L     | 31 ottobre 1992   | Italia      |
| 18 | Serena Zingaro        | S     | 19 luglio 1993    | Italia      |

## Risultati

### Serie A2

#### Girone di andata
| 1ª giornata - 20 settembre 2020 Palazzetto San Luigi, Busto Arsizio | Futura Giovani | 2 - 3 | Academy Sassuolo | 25-22, 28-26, 18-25, 21-25, 13-15 |
| 2ª giornata - 27 settembre 2020 Centro Pavesi, Milano               | Club Italia    | 2 - 3 | Futura Giovani   | 25-23, 20-25, 16-25, 25-22, 11-15 |
| 3ª giornata - 4 ottobre 2020 PalaRuffini, Torino                    | CUS Torino     | 3 - 1 | Futura Giovani   | 25-23, 14-25, 25-21, 25-22        |
| 4ª giornata - 11 ottobre 2020 Palazzetto San Luigi, Busto Arsizio   | Futura Giovani | 3 - 0 | Montale          | 25-18, 25-18, 30-28               |
| 5ª giornata - 15 ottobre 2020 Palazzetto San Luigi, Busto Arsizio   | Futura Giovani | 1 - 3 | Marsala          | 16-25, 25-15, 27-29, 24-26        |
| 6ª giornata - 18 ottobre 2020 PalaFonte, Roma                       | Roma Club      | 3 - 1 | Futura Giovani   | 11-25, 25-19, 25-18, 25-17        |
| 7ª giornata - 27 gennaio 2021 Palazzetto San Luigi, Busto Arsizio   | Futura Giovani | 3 - 1 | Hermaea          | 17-25, 25-15, 25-23, 25-15        |
| 8ª giornata - 26 dicembre 2020 PalaManera, Mondovì                  | Mondovì        | 3 - 0 | Futura Giovani   | 25-23, 25-15, 25-22               |
| 9ª giornata - 15 novembre 2020 Palazzetto San Luigi, Busto Arsizio  | Futura Giovani | 2 - 3 | Pinerolo         | 15-25, 22-25, 25-14, 26-24, 11-15 |

#### Girone di ritorno
| 10ª giornata - 30 dicembre 2020 Palestra Santissima Consolata, Sassuolo | Academy Sassuolo | 0 - 3 | Futura Giovani | 18-25, 16-25, 22-25               |
| 11ª giornata - 22 novembre 2020 Palazzetto San Luigi, Busto Arsizio     | Futura Giovani   | 3 - 1 | Club Italia    | 25-13, 24-26, 25-18, 25-18        |
| 12ª giornata - 29 novembre 2020 Palazzetto San Luigi, Busto Arsizio     | Futura Giovani   | 3 - 1 | CUS Torino     | 25-23, 26-28, 25-17, 25-16        |
| 13ª giornata - 5 dicembre 2020 Palestra Magagni, Castelnuovo Rangone    | Montale          | 1 - 3 | Futura Giovani | 15-25, 14-25, 25-17, 12-25        |
| 14ª giornata - 9 dicembre 2020 PalaBellina, Marsala                     | Marsala          | 3 - 1 | Futura Giovani | 25-23, 19-25, 25-20, 25-21        |
| 15ª giornata - 12 dicembre 2020 Palazzetto San Luigi, Busto Arsizio     | Futura Giovani   | 0 - 3 | Roma Club      | 26-28, 21-25, 19-25               |
| 16ª giornata - 20 dicembre 2020 Palestra Comunale, Golfo Aranci         | Hermaea          | 0 - 3 | Futura Giovani | 21-25, 22-25, 25-27               |
| 17ª giornata - 17 gennaio 2021 Palazzetto San Luigi, Busto Arsizio      | Futura Giovani   | 1 - 3 | Mondovì        | 24-26, 25-27, 25-23, 18-25        |
| 18ª giornata - 21 febbraio 2021 Palazzetto dello sport, Pinerolo        | Pinerolo         | 3 - 2 | Futura Giovani | 22-25, 25-16, 25-22, 23-25, 15-13 |

### Pool salvezza

#### Girone di andata
| 1ª giornata - 28 febbraio 2021 PalaCosta, Ravenna               | Olimpia Teodora      | 1 - 3 | Futura Giovani      | 22-25, 25-19, 14-25, 20-25 |
| 2ª giornata - 7 marzo 2021 Palazzetto San Luigi, Busto Arsizio  | Futura Giovani       | 3 - 1 | Montecchio Maggiore | 28-30, 25-21, 25-22, 25-20 |
| 3ª giornata - 14 marzo 2021 Palazzetto dello sport, Martignacco | Libertas Martignacco | 3 - 0 | Futura Giovani      | 25-21, 25-13, 25-17        |
| 5ª giornata - 31 marzo 2021 Palestra comunale, Talmassons       | Talmassons           | 3 - 0 | Futura Giovani      | 25-23, 25-22, 25-23        |

#### Girone di ritorno
| 6ª giornata - 28 marzo 2021 Palazzetto San Luigi, Busto Arsizio   | Futura Giovani      | 1 - 3 | Olimpia Teodora      | 18-25, 22-25, 25-17, 27-29 |
| 7ª giornata - 4 aprile 2021 PalaCollodi, Montecchio Maggiore      | Montecchio Maggiore | 3 - 1 | Futura Giovani       | 15-25, 25-18, 26-24, 25-21 |
| 8ª giornata - 11 aprile 2021 Palazzetto San Luigi, Busto Arsizio  | Futura Giovani      | 3 - 1 | Libertas Martignacco | 25-21, 26-24, 23-25, 25-22 |
| 10ª giornata - 25 aprile 2021 Palazzetto San Luigi, Busto Arsizio | Futura Giovani      | 3 - 1 | Talmassons           | 24-26, 25-23, 25-15, 25-18 |